# Атилин мач (мађарска митологија)
Атилин мач (мађ. Nap Anya), који се назива и Марсов мач или Божји мач, било је легендарно оружје које је носио Атила вођа Хуна.

## Сертификати
Римски историчар Јорданес, цитирајући рад историчара Приска, изнео је причу о његовом настанку:
Када је неки пастир угледао једну јуницу из његовог стада како храмље и није могао да нађе разлог за ову рану, он је забринуто пратио траг крви и коначно дошао до мача који је несвесно згазила док је грицкала траву. Пастир га је узео и однео право Атили. Обрадовао се овом дару и, пошто је био амбициозан, мислио је да је постављен за владара целог света и да му је преко Марсовог мача осигурана превласт у свим ратовима.
Употреба „Марса” овде је последица интерпретације романа Приска. Мађарске легенде називају га једноставно мачем Божјим (az Isten kardja). Присков опис је такође значајан по томе што га је Атила користио и као војно оружје и као симбол божанске наклоности, што је можда допринело Атилиној репутацији „бича Божјег“, од Бога постављеног казниоца. Као што је објаснио историчар Едвард Гибон, „снага са којом је Атила држао Марсов мач уверила је свет да је он био резервисан само за његову непобедиву руку.“  На тај начин је постао помало и скиптар, представљајући Атилино право на владавину. Скити су обожавали бога којег је Херодот изједначио са Аресом, што је навело неке ауторитете да спекулишу да су га усвојили Хуни.
У 11. веку, око 500 година после Атилине смрти, мач за који се тврди да је припадао њему појавио се у записима Ламперта од Херсфелда, који је његово порекло повезао са недавно успостављеним краљевима Арпада у Мађарској. Они су, затим, усвојили култ Атиле и повезали своје наводно порекло са њим као легитимацију своје власти. Ламберт записује да је Анастасија, мајка мађарског краља Шаломона, дала мач Отону, војводи од Баварске, који је затражио од цара повраћај Шаломонових земаља 1063. године. Отон је мач проследио Дедусу, млађем сину маркгрофа Дедуса. Краљ Хајнрих IV је мач преузео, а после његове смрти 1069. године, предао га је краљевском саветнику Леополду од Мерсбурга. Леополд је умро 1071. године, а присталице његовог ривала Отона тврдиле су да је његова смрт била божанска казна. Леополд је настрадао набијајући се на сопствени мач након што је пао са коња.
Не постоје докази који би поткрепили ове средњовековне тврдње о вези овог мача и Атиле. Мач, који се сада налази у Музеју историје уметности у Бечу као део Хабсбуршке Schatzkammer, у ствари, изгледа да је из раног 10. века и вероватно мађарски.
Прави историјски догађаји проналаска овог мача вероватно ће остати непознати. Више података о могућем пореклу мача потиче из налаза локалитета Михољанец. Пре него што је ова легенда почела да се разматра, веровало се да је овај мач пореклом „јоиеус”, мач Карла Великог.